# 冒険活劇
冒険活劇（ぼうけんかつげき）とは、主に小説・映画・漫画・コンピュータゲームなどの分野のひとつで、主人公の冒険を主題として全体を活劇仕立てにした物語である。字義的には、冒険をすればおのずと活劇の要素が含まれるため、活劇の一分野と考えることができる。
冒険活劇は一般に日常生活と異なる舞台で行われる印象があり、異国・ジャングル・海・宇宙などを舞台とするものが典型的である。日常社会を舞台としたものや、いわゆる「格闘モノ」などは冒険活劇とは言わないが、冒険活劇とそれ以外の活劇の厳密な区別は困難である。
現代日本では「冒険」「活劇」は「アドベンチャー」「アクション」（そもそもがそれぞれを明治維新時に翻訳して作られた新しい日本語である）と表現した方が通じやすい。